# El ball d'agost
El ball d'agost (Dancing at Lughnasa) és una pel·lícula estatunidenco-britànico-irlandesa de Pat O'Connor estrenada l'any 1998.
El film està basat en una obra teatral guardonada amb 3 premis Tony, Dancing at Lughnasa, escrita l'any 1990 pel dramaturg irlandès Brian Friel. Ha estat doblada al català.

## Argument
1936. Cinc germanes convivint al comtat de Donegal, Irlanda, eduquen el fill il·legítim de vuit anys d'una d'elles, Michael. La seva vida serà trastocada pel retorn del seu germà gran, Jack, que torna de passar 25 anys com a missioner a Àfrica, massa vell per seguir complint amb les seves obligacions, raó per la qual ha decidit deixar Àfrica i tornar a Irlanda per morir envoltat de la seva família i a continuació per Gerry, el pare promiscu de Michael, aventurer camí d'Espanya.

## Repartiment
- Meryl Streep: Kate Mundy
- Michael Gambon: Pare Jack Mundy
- Catherine McCormack: Christina Mundy
- Kathy Burke: Maggie Mundy
- Sophie Thompson: Rosa Mundy
- Brid Brennan: Agnes Mundy
- Rhys Ifans: Gerry Evans
- Darrell Johnston: Michael Mundy

## Premis
- 1998: National Board of Review: Millors deu pel·lícules
- 1998: Festival de Venècia: Nominada al León d'Or
- 1999: Satellite: Nominada a Millor actriu de repartiment (Kathy Burke)

## Crítica
- "Intimista, amb moments interessants i excel·lents interpretacions"[3]
- "Curiosa. El ball a les portes de les cases és una bella, dolorosa i festiva seqüència"[4]